# Nazionale maschile under 21 di calcio della Jugoslavia
La nazionale under-21 della Jugoslavia è esistita durante la Repubblica Federale Socialista della Jugoslavia. Dopo la dissoluzione di quest'ultima nel 1992, si formarono le nazionali seguenti:
- nazionale di calcio della Slovenia Under-21
- nazionale di calcio della Croazia Under-21
- nazionale di calcio della Bosnia ed Erzegovina Under-21
- nazionale di calcio della Serbia Under-21
- nazionale di calcio del Montenegro Under-21
- nazionale di calcio della Macedonia Under-21

In seguito alla creazione delle competizioni giovanili UEFA nel 1976, venne creata la nazionale U-21 della Jugoslavia. La Jugoslavia vinse la prima edizione dell'europeo U-21 nel 1978. Poiché secondo le regole del torneo i giocatori devono avere 21 anni o meno all'inizio della competizione di due anni (incluse le qualificazioni), l'europeo U-21 è tecnicamente un torneo U-23.

## Partecipazioni ai tornei internazionali

### Europeo U-21
- 1978: Campione
- 1980: Semifinale
- 1982: Non qualificata
- 1984: Semifinale
- 1986: Non qualificata
- 1988: Non qualificata
- 1990: Finalista
- 1992: Non qualificata

## Palmarès
- Campionato europeo Under-21

 1978

## Tutte le Rose

### Europei
Campionato d'Europa Under-21 UEFA 19781 Stojanović, 2 Bogdan, 3 Stojković, 4 Krmpotić, 5 Zajec, 6 Hrstić, 7 Bošnjak, 8 Pavković, 9 Savić, 10 Halilhodžić, 11 Desnica, 12 Zalad, 13 Zovko, 14 Starčević, 15 Obradović, 16 Klinčarski, 17 Slišković, 18 Petrović, 19 Vujkov, 20 Verlašević, 21 Kranjčar, 22 Šestić, CT: Toplak
Campionato d'Europa Under-21 UEFA 19801 Ivković, 2 Milak, 3 Petrović, 4 Vidaković, 5 Baždarević, 6 Martinović, 7 Gudelj, 8 Okuka, 9 Gogić, 10 Varga, 11 Živković, 12 Stojković, 13 Kalajdžić, 14 Pašić, 15 Mlinarić, 16 Ǵurovski, 17 Kotur, 18 Voljc, 19 Pešić, CT: ?
Campionato d'Europa Under-21 UEFA 19841 Omerović, 2 Baljić, 3 Džinović, 4 Popović, 5 Ćurić, 6 Baždarević, 7 Savevski, 8 Smajić, 9 Gračan, 10 Cvetković, 11 Mance, 12 Pudar, 13 Radanović, 14 Vulić, 15 Čapljić, 16 Bešić, 17 Čelić, 18 Drobnjak, 19 Lulić, 20 Miljuš, 21 Katanec, 22 Setinov, 23 Tuce, 24 Stojković, 25 Đurovski, 26 Pančev, 27 Kajtaz, 28 Vermezović, CT: ?
Campionato d'Europa Under-21 UEFA 19901 Leković, 2 Brnović, 3 Đukić, 4 Jarni, 5 Novak, 6 Panadić, 7 Mihajlović, 8 Prosinečki, 9 Šuker, 10 Bokšić, 11 Mijatović, 12 Štimac, 13 Savićević, 14 Babunski, 15 Petrić, 16 Nedeljković, 17 Jokanović, 18 Petrović, 19 Boban, 20 Saveljić, 21 Lukić, CT: Čabrinović